# 楽安呉氏
楽安呉氏（ナガノし、朝鮮語: 낙안오씨）は、朝鮮の氏族の一つ。本貫は全羅南道順天市である。2015年の調査では、11,872人である。
始祖は、新羅智証王時代に中国から新羅に渡来した呉瞻の次男の呉膺の32代子孫の呉士龍である。
呉士龍は高麗時代に三司左尹を務めて、外敵を討伐した功績から楽安君に封じられ楽安呉氏を創始した。

## 集姓村
- 慶尚北道英陽郡英陽面甘川里
- 慶尚北道英陽郡英陽面三池里
- 全羅南道務安郡夢灘面社倉里[2]